# 擬製豆腐
擬製豆腐（ぎせいどうふ　ぎせいとうふ）は豆腐料理の一つで、裏ごしあるいは細かく崩した豆腐に他の材料や調味料を混ぜ、整形加熱した料理。義性豆腐、義省豆腐とも書く。地方によっては、ぎせ豆腐、ぎせ焼きなどと呼ぶ例もある。

## 由来
一般的には豆腐以外の材料を混ぜて豆腐のような形に仕上げること、あるいは豆腐を原料としながら卵焼きのような別の料理に見せることから「擬製」という字を当てるとされるが、人名に由来するという説もあり、起源や成立時期の不明な料理である。中国などにも類似の料理が存在することから、外来の調理法である可能性も高いが、現在では日本の精進料理の一つとして数えられている。

## 調理法
現在一般的な擬製豆腐は、崩して水気を切った豆腐に、ゴボウ、ニンジン、シイタケなどの野菜や卵などを加え、蒸したり焼いたりして作られる。油で揚げはしないが、調理の方法や発想はがんもどきに近い。
特に菜食にこだわらない場合はひき肉などを加えることもある。卵と砂糖のみで甘く調味しデザートとして用いる例もある。

## 利用
老若男女を問わず食べやすく、栄養のバランスに優れることから、給食や弁当の素材としてよく用いられる。その反面、調理に手間がかかる割には見栄えがせず、食卓のメインとなる人気料理でもないため、家庭で作られることはあまり多くない料理である。